# 布尔吉
布尔吉（西班牙語：Burgui）是西班牙纳瓦拉的一个市镇。总面积64平方公里，总人口233人（2001年），人口密度4人/平方公里。